# Silberhexafluoroarsenat(V)
Silberhexafluoroarsenat, AgAsF6 ist das Silber-Salz der Hexafluoroarsensäure HAsF6.

## Eigenschaften
Silberhexafluoroarsenat ist ein gelbbraunes Pulver. Es ist lichtempfindlich.

## Sicherheitshinweise
Giftig ist die Verbindung bei oraler Einnahme oder Inhalation.
Starke Oxidationsmittel reagieren heftig mit dem Salz. Im Brandfall entstehen Fluorwasserstoff, Silberoxide und Arsenoxide.